# ابراهیم بن محمد
ابراهیم بن محمد (زادهٔ ذی‌الهجهٔ ۸ هجری – درگذشتهٔ ۱۰ هجری) فرزند محمد، پیامبر اسلام و ماریه قبطی بود که در نوزادی درگذشت. در بسیاری از احادیث منسوب به محمد، از ابراهیم به عنوان «نبی بن نبی» (پیامبر پسر پیامبر) یاد شده و از قول محمد روایت شده اگر او نمی‌مرد، بعد از مرگ پدرش به پیامبری می‌رسید. به عقیدهٔ برخی دانشوران، تاریخ مرگ ابراهیم در روایات اسلامی را قبل از مرگ محمد قرار داده‌اند تا با باور به ختمیت وحی تعارضی نداشته باشد.
در منابع اسلامی گفته شده مرگ ابراهیم همزمان با خورشیدگرفتگی بوده‌است. با فرض به واقعی بودن این داستان، تاریخ دقیق مرگ او می‌بایست ۲۸ شوال ۱۰ هجری/۲۷ ژانویه ۶۳۲ میلادی بوده باشد.

## پیامبر بودن ابراهیم
در بسیاری از احادیث منسوب به محمد — مانند احادیث روایت شده توسط ابن ماجه، محمّد البخاری و دیگران — او از پسرش ابراهیم به عنوان پیامبر بعد از خود نام برده‌است. به عنوان مثال، در حدیثی گفته شده محمد در مراسم تشییع جنازهٔ ابراهیم بر او نماز نخواند، چراکه یک پیامبر بر پیامبری دیگر نماز نمی‌خواند. در حدیثی از قول محمد گفته شده که «به خدا قسم، او [ابراهیم] پیامبر است؛ نبی بن نبی (پیامبر پسر پیامبر).» در حدیثی که رواج زیادی هم داشته، گفته شده اگر ابراهیم زنده می‌ماند، «صدیق و نبی» می‌شد. برخی احادیث ختمیت وحی را از اساس دلیل مرگ ابراهیم دانسته‌اند: «اگر قرار بود پیامبری بعد از محمد آید، پسرش ابراهیم زنده می‌ماند.»
به عقیدهٔ دانشورانی چون فرایدمن، مرگ ابراهیم در روایات اسلامی را قبل از مرگ محمد قرار داده‌اند تا با باور به ختمیت وحی تعارضی نداشته باشد.

## مرگ
در منابع اسلامی اینگونه روایت شده که محمد زنی از انصار به نام أم‌سیف را برگزید تا دایهٔ ابراهیم باشد و به او شیر بدهد. بیشتر از یک سال گذشت. سرانجام یک‌بار ابراهیم شدیداً بیمار شد. او را به نخلستان مادرش ماریه بردند. ماریه و خواهرش سیرین برای بهبودی او تمام تلاش خود را کردند اما فایده‌ای نداشت. وقتی که مطمئن شدند ابراهیم زنده نمی‌ماند، محمد را آگاه کردند. محمد او را در بقیع به خاک سپرد و در فراق او بسیار گریست و گفت: «ای ابراهیم! از رفتن تو غمگین شدیم. اکنون چشم‌ها اشک می‌ریزند و قلب‌ها تنگ می‌شوند. اما چیزی جز آنچه مایهٔ رضایت پروردگارمان است نمی‌گوییم.»
شیخ عباس قمی، نویسندهٔ شیعه، در منتهی‌الآمال می‌نویسد: ابن شهر آشوب از ابن‌عباس روایت کرده‌است که:
| « | روزی محمد نشسته بودند. بر ران چپش ابراهیم و بر ران راستش حسین بن علی را نشانده بود. ناگاه جبرییل نازل شد و گفت:ای محمد، پروردگارت تو را سلام می‌رساند، و می‌فرماید این هر دو را برای تو جمع نخواهم کرد. یکی را فدای دیگری گردان. پس محمد به ابراهیم نگاه کرد و گریست. به حسین نگاه کرد و گریست. پس فرمود: ابراهیم مادرش ماریه است. اگر بمیرد کسی جز من برایش محزون نخواهد شد. مادر حسین فاطمه و پدرش علی می‌باشد، پسر عم من و به منزلهٔ جان و خون من است. اگر بمیرد دختر و پسر عمم هر دو برایش اندوهگین خواهند شد. من نیز برای او محزون می‌شوم. پس اختیار می‌کنم حزن خود بر حزن ایشان. ای جبرییل ابراهیم را فدای حسین کردم. پس هر وقت محمد، حسین را می‌دید او را به سینه می‌چسبانید و می‌گفت: «فدای تو بشوم. ای کسی که ابراهیم را فدای تو کردم.» | » |

### ماجرای افک
ماریه قبطی و پسر عمویش جریح قبطی کنیز و غلامی بودند که حاکم مصر مقوقس به محمد پیامبر اسلام هدیه داد، محمد نیز ماریه را به عنوان کنیز خود انتخاب نمود پس از مدتی ماریه حامله شد و برای محمد پسری به نام ابراهیم را به دنیا آورد، اما ابراهیم در ۱۸ ماهگی یا ۲۱ ماهگی مرد، به دنبال مرگ ابراهیم محمد بسیار ناراحت و اندوهناک شد در این زمان عایشه همسر محمد نزد او آمد و گفت که ای محمد ناراحت نباش چراکه ابراهیم اصلاً پسر تو نبوده‌است و تهمت زنا میان ماریه و جریح قبطی را با محمد در میان گذاشت و گفت ابراهیم پسر جریح قبطی است نه تو، محمد با شنیدن این سخنان عایشه خشمگین شد و علی ابن ابی طالب را صدا زد و به او فرمان داد که برو جریح قبطی را بکش که با کنیز من (ماریه قبطی) زنا کرده، علی نیز با خشم به دنبال جریح قبطی برفت و چون جریح علی را با خشم و شمشیر دید پا به فرار گذاشت و از درخت نخلی بالا رفت تا از دست علی مصون بماند اما ناگهان از درخت به زمین افتاد و پارچه‌ای که برای پوشاندن عورت خود استفاده می‌کرد هنگام سقوط از درخت باز شد و علی ابن ابی طالب در آن لحظه عورت جریح را دید که اخته شده‌است به همین دلیل از کشتن آن غلام دست کشید و نزد محمد بازگشت و ماجرا را بیان نمود محمد بعد از مشخص شدن وضعیت آیات ۱۱ تا ۲۶ سوره نور را بیان کرد که مبنی بر عدم تهمت زنا بدون شاهد بر دیگران بود.

## همزمانی تدفین با خورشیدگرفتگی

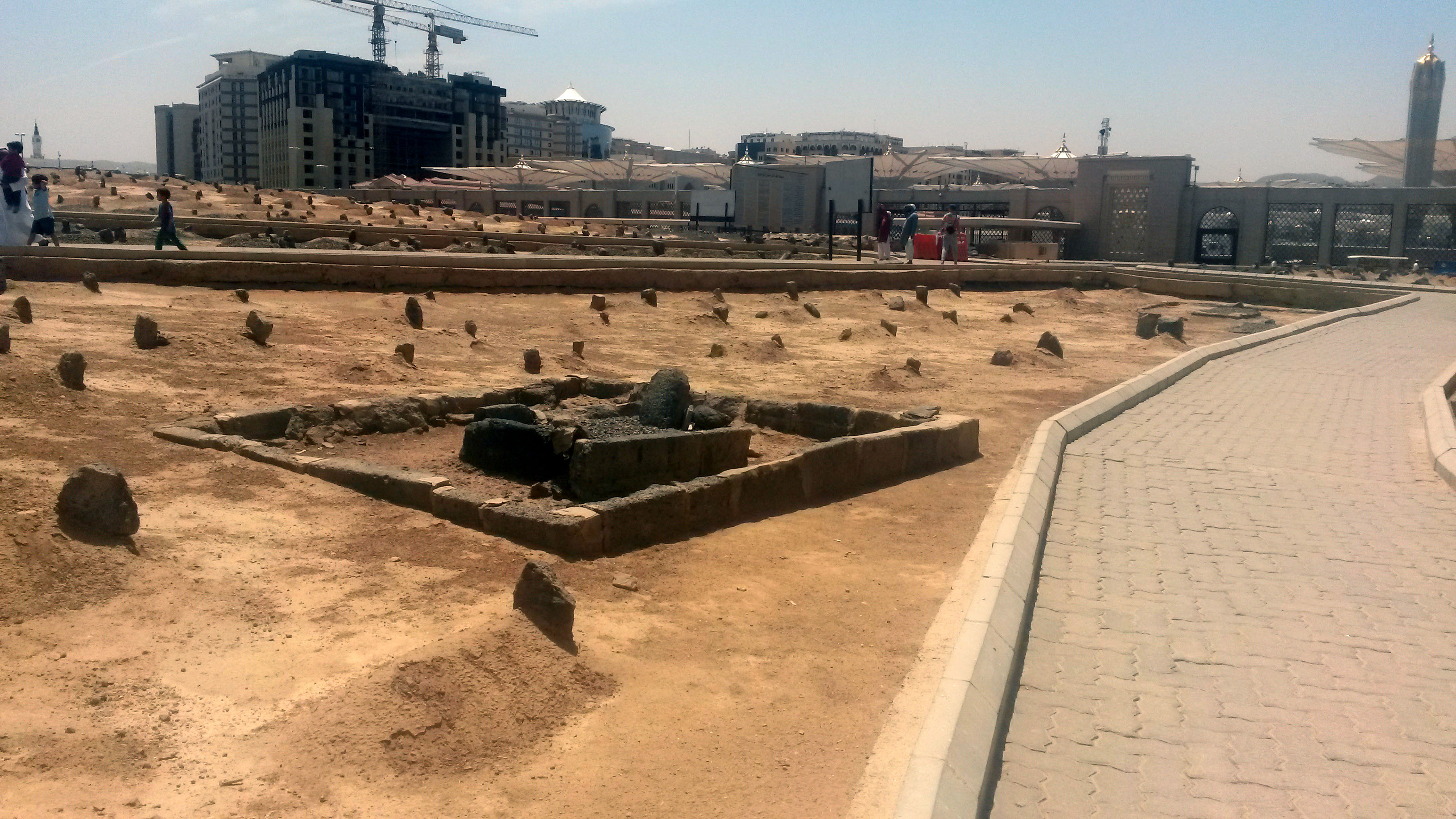
به اعتقاد مسلمانان، این قبر ابراهیم در قبرستان بقیع است.

در منابع اسلامی اینطور روایت شده که بعد از تدفین ابراهیم در بقیع، خورشیدگرفتگی رخ داد و مردم پنداشتند که خورشید به دلیل مرگ ابراهیم اندوهگین است. اما محمد گفت: «ای مردم همانا خورشید و ماه دو نشانه از نشانه‌های قدرت حق تعالی هستند که تحت اراده و فرمان او هستند و برای مرگ و حیات کسی نمی‌گریند و هر زمان دیدید آن دو یا یکی از آنها گرفت نماز بگزارید.»
خورشیدگرفتگی ۲۷ ژانویه ۶۳۲ میلادی (جمعه ۲۵ شوال ۱۰ قمری) در مدینه تا ۷۶٪ خورشید را پوشانید.